# Romênia nos Jogos Olímpicos de Verão de 2012
A Romênia foi uma das 205 nações participantes dos Jogos Olímpicos de Verão de 2012, que acontecem na cidade de Londres, no Reino Unido, desde 27 de julho. A nação conquistou um total de nove medalhas, sendo duas de ouro, cinco de prata e outras de bronze. O esporte que mais conquistou medalhas foi a ginástica artística, seguido pelo judô e o levantamento de peso. Entre os medalhistas, destacam-se Sandra Izbasa, Alin Moldoveanu e Catalina Ponor.
Este fora o pior desempenho olímpico da nação desde 1928, quando o país não conquistou nenhuma medalha nos Jogos Olímpicos de Amsterdã. Após a edição de 2012 dos Jogos, a Romênia passara a ocupar a posição de número quinze (15) na lista dos países mais bem sucedidos dos Jogos Olimpícos. Ao todo são 301 medalhas, sendo 88 de ouro, 94 de prata e 119 de bronze.

## Medalhas
Lista-se abaixo os nomes dos representantes da nação que conquistaram medalhas na trigésima edição dos Jogos Olímpicos de Verão. Ao final do evento, a Romênia terminará em vigésima sétima posição no quadro geral de medalhas.
| Atleta           | Esporte             | Evento                        | Medalha |
| ---------------- | ------------------- | ----------------------------- | ------- |
| Alin Moldoveanu  | Tiro                | Carabina de ar 10 m masculino | Ouro    |
| Sandra Izbasa    | Ginástica artística | Salto feminino                | Ouro    |
| Roxana Cocoș     | Halterofilismo      | Até 69 kg feminino            | Prata   |
| Catalina Ponor   | Ginástica artística | Solo feminino                 | Prata   |
| Seleção romena   | Esgrima             | Sabre por equipes masculino   | Prata   |
| Alina Dumitru    | Judô                | Até 48 kg feminino            | Prata   |
| Corina Căprioriu | Judô                | Até 57 kg feminino            | Prata   |
| Seleção romena   | Ginástica artística | Disputa por equipes           | Bronze  |
| Răzvan Martin    | Halterofilismo      | Até 69 kg masculino           | Bronze  |

## Desempenho

### Atletismo
Os atletas da Romênia até agora alcançaram índices de classificação nos seguintes eventos (máximo de três atletas por índice A e um por índice B):
Eventos com um atleta classificado por índice A:
- Maratona feminina
- 3000 m com obstáculos feminino
- Salto em altura feminino
- Salto triplo feminino
- Arremesso de disco feminino
- Arremesso de martelo feminino
- 20 km marcha atlética feminino

Eventos com um atleta classificado por índice B:
- Maratona masculina
- Salto em altura masculino
- Salto triplo masculino
- 100 m feminino
- 400 m feminino
- Salto em distância feminino
- Arremesso de dardo feminino

### Halterofilismo(4 atletas)
Masculino
| Atleta            | Evento | Arranque (kg) | Arremesso (kg) | Total (kg) | Posição           |
| ----------------- | ------ | ------------- | -------------- | ---------- | ----------------- |
| Florin Croitoru   | -56kg  | 121,0         | 147,0          | 268,0      | 9º                |
| Răzvan Martin     | -69kg  | 152,0         | 180,0          | 332,0      | Medalha de bronze |
| Gabriel Sîncrăian | -85kg  | DNF           | DNF            | DNF        | DNF               |

Feminino
| Atleta       | Evento | Arranque (kg) | Arremesso (kg) | Total (kg) | Posição          |
| ------------ | ------ | ------------- | -------------- | ---------- | ---------------- |
| Roxana Cocoș | -69kg  | 113,0         | 143,0          | 256,0      | Medalha de prata |

### Natação
Masculino
| Atletas           | Evento     | Eliminatórias | Eliminatórias | Semifinal | Semifinal | Final       | Final       |
| Atletas           | Evento     | Tempo         | Posição       | Tempo     | Posição   | Tempo       | Posição     |
| ----------------- | ---------- | ------------- | ------------- | --------- | --------- | ----------- | ----------- |
| Norbert Trandafir | 50 m livre | 22s22 Q       | 15º           | 22s30     | 16º       | Não avançou | Não avançou |

Feminino
| Atletas       | Evento      | Eliminatórias | Eliminatórias | Semifinal   | Semifinal   | Final       | Final       |
| Atletas       | Evento      | Tempo         | Posição       | Tempo       | Posição     | Tempo       | Posição     |
| ------------- | ----------- | ------------- | ------------- | ----------- | ----------- | ----------- | ----------- |
| Camelia Potec | 200 m livre | 2min01s15     | 25º           | Não avançou | Não avançou | Não avançou | Não avançou |
| Camelia Potec | 400 m livre | 4min11s43     | 20º           |             |             | Não avançou | Não avançou |
| Camelia Potec | 800 m livre | 8min38s44     | 23º           | Não avançou | Não avançou |             |             |

### Remo
Masculino
| Equipe                                                        | Evento     | Eliminatórias | Eliminatórias | Repescagem | Repescagem | Quartas | Quartas | Semifinal | Semifinal | Final   | Final                |
| Equipe                                                        | Evento     | Tempo         | Posição       | Tempo      | Posição    | Tempo   | Posição | Tempo     | Posição   | Tempo   | Posição (Pos. final) |
| ------------------------------------------------------------- | ---------- | ------------- | ------------- | ---------- | ---------- | ------- | ------- | --------- | --------- | ------- | -------------------- |
| Roxana Cogianu Nicoleta Albu Cristina Grigoraș Irina Dorneanu | Quatro sem | 5m52s87       | 2º S          | BYE        | BYE        |         |         | 6m12s74   | 6º FB     | 6m16s20 | 6º (12º)             |

Feminino
| Equipe | Evento   | Eliminatórias | Eliminatórias | Repescagem | Repescagem | Quartas | Quartas | Semifinal | Semifinal | Final   | Final                |
| Equipe | Evento   | Tempo         | Posição       | Tempo      | Posição    | Tempo   | Posição | Tempo     | Posição   | Tempo   | Posição (Pos. final) |
| --- | -------- | ------------- | ------------- | ---------- | ---------- | ------- | ------- | --------- | --------- | ------- | -------------------- |
| Roxana Cogianu Nicoleta Albu Cristina Grigoraș Irina Dorneanu Camelia Lupașcu Eniko Mironcic Adelina Cojocariu Ioana Rotaru Teodora Gidoiu (tim.) | Oito com | 6m16s61       | 2º R          | 6m16s16    | 2º F       |         |         |           |           | 6m17s64 | 4º                   |

### Tênis
Masculino
| Atleta       | Evento  | Fase de 64               | Fase de 32             | Fase de 16             | Quartas                | Semifinais             | Final                  | Final       |
| Atleta       | Evento  | Adversário e resultado   | Adversário e resultado | Adversário e resultado | Adversário e resultado | Adversário e resultado | Adversário e resultado | Posição     |
| ------------ | ------- | ------------------------ | ---------------------- | ---------------------- | ---------------------- | ---------------------- | ---------------------- | ----------- |
| Adrian Ungur | Simples | LUX G. Müller D 3-6, 3-6 | Não avançou            | Não avançou            | Não avançou            | Não avançou            | Não avançou            | Não avançou |

### Tênis de mesa
Classificados para o individual masculino:
- Adrian Crişan

Classificado para o individual feminino:
- Daniela Dodean
- Elizabeta Samara

### Tiro
Masculino
| Atleta          | Evento              | Qualificação | Qualificação | Final  | Final | Posição         |
| Atleta          | Evento              | Placar       | Posição      | Placar | Total | Posição         |
| --------------- | ------------------- | ------------ | ------------ | ------ | ----- | --------------- |
| Alin Moldoveanu | Carabina de ar 10 m | 599          | 2º           | 103.1  | 702.1 | Medalha de ouro |